# 歇里甫丁·阿里·雅兹迪
歇里甫丁·阿里·雅兹迪（波斯語：‎；？—1454年），15世紀伊朗歷史家。他的生平知之甚少，只知他亚兹德出身，年輕時是老師，與沙哈魯及其兒子易卜拉欣關係密切。在1442年或1443年，他成為帖木兒帝國伊拉克地區統治者穆罕默德·米兒咱的顧問。他也是帖木兒傳記《扎法爾納馬》的作者和曾經是東察合台汗國可汗羽奴思汗的老師。